# Cyclosa donking
Cyclosa donking là một loài nhện trong họ Araneidae.
Loài này thuộc chi Cyclosa. Cyclosa donking được Herbert Walter Levi miêu tả năm 1999.